# Phil Ehart
Phillip W. Ehart (ur. 4 lutego 1951) - perkusista progresywno rockowego amerykańskiego zespołu Kansas. On i Rich Williams są jedynymi muzykami, którzy pojawili się na każdym albumie Kansas. W ostatnich latach zajmował się również managementem zespołu. Jego ojciec służył w Air Force, co było przyczyną częstych przeprowadzek Eharta. Phil Ehart ma jednego syna (Noah), który cierpi na autyzm.